# 長興聖達尼老堂
长兴圣达尼老堂，又称崇明长兴天主堂，是天主教上海教区崇明总铎区的一座教堂，位于上海市崇明区长兴镇潘圆公路1650号。
2017年6月29日，天主教长兴堂公布为崇明区登记不可移动文物。